# Wolf Eisenmann

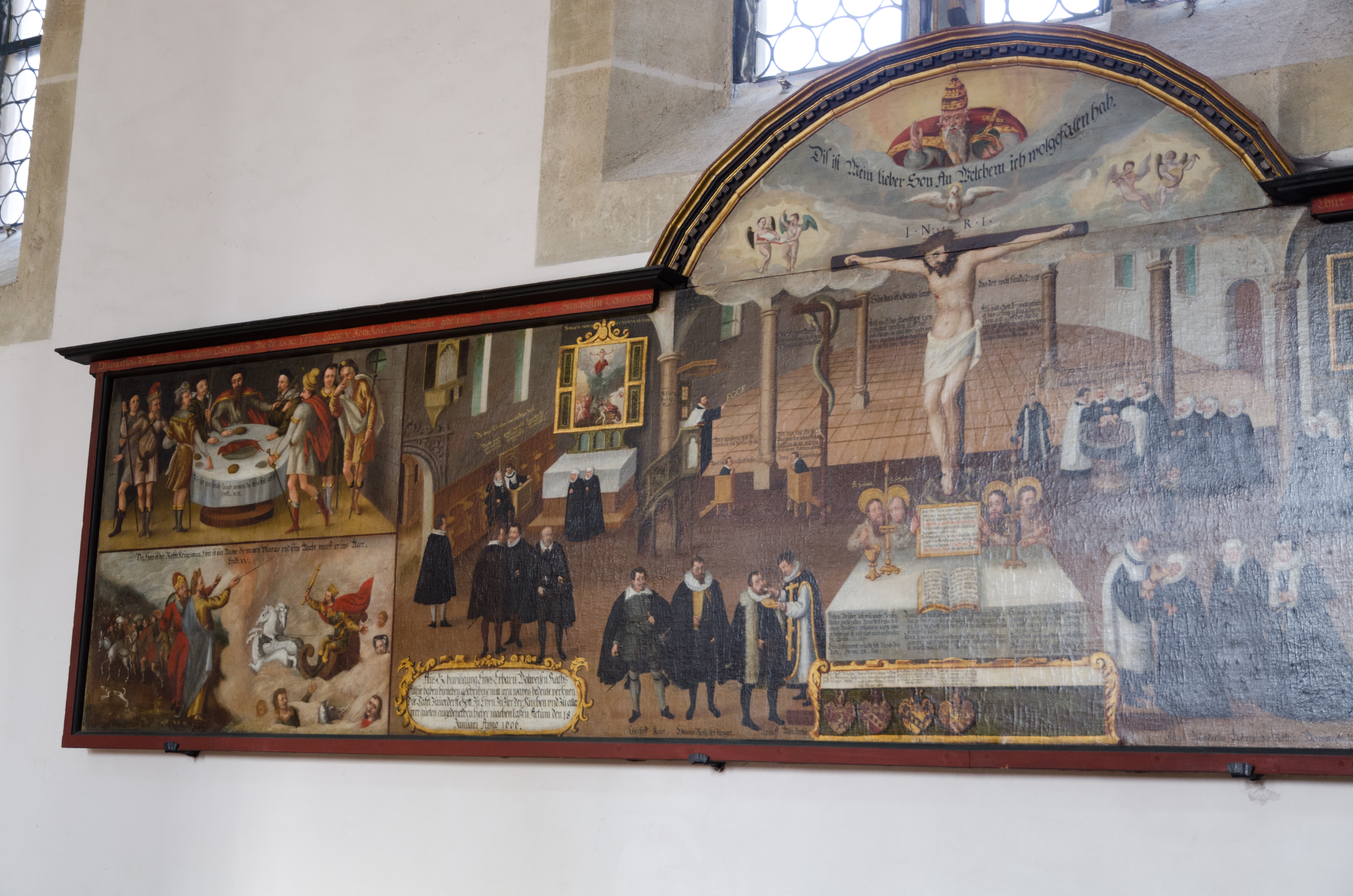
Teilansicht des Weißenburger Konfessionsbilds

Wolf Eisenmann (* in Nürnberg; † 18. Februar 1616 in Würzburg) war ein deutscher Maler des 16. Jahrhunderts, der in Nürnberg, Ansbach und Würzburg tätig war.
Um 1600 führte er in Nürnberg eine Werkstatt und ging 1602 nach Ansbach, ab 1610 ist er in Würzberg nachgewiesen. Das einzig von ihm erhaltene Bild ist das am 18. Januar 1606 von ihm gestiftete Konfessionsbild in der Stadtkirche St. Andreas in Weißenburg. 1614 erhielt er 48 Gulden für einen Altar mit vier Tafeln mit Bildern aus dem Leben des hl. Kilian, der hinter dem Hochaltar des Würzburger Doms aufgestellt war.
Valentin Herneisen, der Sohn von Andreas Herneisen, lernte von 1610 bis 1614 bei Eisenmann.